# Milion

Vizualizace mocnin deseti od 1 do 1 milionu

Milion, též milión (1 000 000) je přirozené číslo následující 999 999 a předcházející 1 000 001. Je rovno tisíci tisíců. Ve vědeckém zápisu čísel se značí 106.
V metrickém systému se používá pro násobky milionu řecká předpona „mega-“ (řecky μέγας, mégas – velký) a pro miliontiny předpona „mikro-“ (řecky μικρός, mikrós – malý).
Slovo milion pochází z italštiny, základem je slovo mille (tisíc) a přípona -one. Výsledkem je výraz, který znamená doslova „velký tisíc“. Slovo milion se vyskytuje v mnoha evropských jazycích.

## Přírodní vědy
Analogicky k výrazům procento a promile existuje také anglický výraz parts per million (ppm), který se používá pro označení miliontiny.

## Kultura a společnost
Výraz milion se obecně používá pro označení zvlášť velkého počtu nebo částky. Výraz milionář se tedy používá jako označení pro bohatého člověka (bez ohledu na přesnou výši jmění), „ani za milion let“ jako výraz pro „nikdy“ apod. Částka jednoho milionu korun je někdy v hovorové řeči označována jako „meloun“ nebo „jedno mega“.